# Gârnic
Gârnic (in ceco Gernik) è un comune della Romania di 1425 abitanti, ubicato nel distretto di Caraș-Severin, nella regione storica del Banato.
Il comune è formato dall'unione di 2 villaggi: Gârnic e Padina Matei.
La particolarità del comune è data dalla presenza di una consistente colonia ceca; questo fatto è dovuto alla decisione presa dal governo dell'Impero Austroungarico nel 1827 di trasferire 56 famiglie dalla Boemia alla zona meridionale del Banato. Queste famiglie si insediarono, oltre che a Gârnic, anche nei villaggi di Sfânta Elena (Coronini), Ravensca (Sichevița), Eibental, Bigăr (Berzasca), Șumița (Lăpușnicel). È comunque a Gârnic che rimane tuttora la colonia più significativa, che costituisce la maggioranza della popolazione del comune.